# Букингем, Эдгар
Эдгар Букингем (англ. Edgar Buckingham; 8 июля 1867, Филадельфия, Пенсильвания, США — 29 апреля 1940, Вашингтон, США) — американский учёный-физик.

## Биография
Окончил Гарвардский университет со степенью бакалавра физики в 1887 году. Затем обучался в Страсбургском и Лейпцигском университетах, в том числе у химика Вильгельма Оствальда. Получил докторскую степень в Лейпцигском университете в 1893 году, после чего преподавал физическую химию и физику в Колледже Брин-Мар. В 1897—1899 годах написал учебник по термодинамике. В 1899 году покинул Брин-Мар и работал на медном руднике в Моренси (Аризона). В 1901 году женился в Техасе на Элизабет Гольштейн и начал преподавать физику в Висконсинском университете.
С 1902 по 1906 год работал в Бюро почв Департамента земледелия США в качестве почвофизика, написал и опубликовал за эти годы 2 статьи о динамике газа и воды в почвах. С 1906 по 1937 год работал в Национальном бюро стандартов США (ныне Национальный институт стандартов и технологий, или NIST).
В 1918—1919 годах некоторое время работал атташе по науке в посольстве США в Риме.
В 1923 году Букингем первым из учёных Национального бюро стандартов получил независимый статус, что означает, что он был освобождён от всех административных обязанностей.
В 1937 году ушёл из Национального бюро стандартов, достигнув предельного возраста 70 лет, однако продолжал заниматься исследованиями для бюро, пока не скончался в Вашингтоне (округ Колумбия) 29 апреля 1940 года.

## Научная деятельность
Его области знаний включали физику почв, свойства газа, акустику, механику жидких и газообразных сред и излучение абсолютно черного тела. Букингем является одним из авторов Пи-теоремы в области размерного анализа.
Первая работа Букингема по физике почвы была посвящена аэрации почвы, в частности потерям углекислого газа из почвы и его последующему замещению кислородом. Из своих экспериментов он обнаружил, что скорость диффузии газа в почве существенно не зависит от структуры почвы, плотности или содержания воды в почве. Используя эмпирическую формулу, основанную на полученных данных, Букингем смог определить коэффициент диффузии как функцию содержания воздуха. Это соотношение до сих пор часто цитируется во многих современных учебниках и используется в современных исследованиях. В результате его исследований транспорта газов был сделан вывод о том, что обмен газов при аэрации почвы происходит путем диффузии ипрактически не зависит от изменений внешнего барометрического давления.
Затем Букингем занялся исследованиями почвенных вод. Его работа о почвенных водах Studies on the movement of soil moisture была опубликована в Bulletin 38 USDA Bureau of Soils 1907 года. Работа содержала три раздела, первый из которых рассматривал испарение воды из-под слоя почвы. Букингем обнаружил, что почвы различной текстуры могут сильно препятствовать испарению, особенно там, где предотвращается капиллярный поток через самые верхние слои. Второй раздел был посвящён высыханию почв в засушливых и влажных условиях. Букингем обнаружил, что потери на испарение изначально были выше из засушливой почвы, затем через три дня испарение в засушливых условиях стало меньше, чем во влажных условиях, при этом общие потери в конечном итоге увеличились из влажной почвы. Букингем считал, что это произошло из-за самомульчирования (он называл это почвой, образующей естественную мульчу), проявляемой почвой в засушливых условиях.
Третий раздел содержит данные о ненасыщенном потоке и капиллярном действии. Букингем первым осознал важность потенциала сил, возникающих при взаимодействии между почвой и водой. Он назвал это капиллярным потенциалом, который теперь известен как потенциал влаги или воды (матричный потенциал). Он объединил капиллярную теорию и энергетический потенциал в теории физики грунтов и впервые изложил зависимость гидропроводности грунта от капиллярного потенциала. Эта зависимость позже стала известна как относительная проницаемость в нефтяной инженерии. Он также применил формулу, эквивалентную закону Дарси, к ненасыщенному потоку.
В 1923 году опубликовал отчёт, в котором высказывал скептицизм по поводу того, что реактивные двигатели будут экономически конкурентоспособны с винтовыми самолетами на малых высотах и скоростях того периода.